# سيباستيان نيرز
سيباستيان نيرز (بالألمانية: Sebastian Nerz )‏ (و. 1983  م) هو معلوماني حيوي ‏، وسياسي ألماني، ولد في رويتلينغن، هو عضوٌ في الاتحاد الديمقراطي المسيحي، وحزب القراصنة الألماني.

## التعليم
تعلم في جامعة توبنغن.